# Piper mollissimum
Piper mollissimum är en pepparväxtart som beskrevs av Carl Ludwig von Blume. Piper mollissimum ingår i släktet Piper och familjen pepparväxter. Inga underarter finns listade i Catalogue of Life.